# Tritia ovoidea
Tritia ovoidea is een slakkensoort uit de familie van de fuikhorens (Nassariidae). De wetenschappelijke naam van de soort werd in 1886 voor het eerst geldig gepubliceerd door Locard.